# Julio Breshnev
Julio Breshnev (n. Buenos Aires, Argentina, 9 de agosto de 1965) es un cantante, compositor, guitarrista, actor teatral y locutor de radio de rock argentino.

## Biografía

### Primeros años
Breshnev vivió casi toda su infancia en Olivos, al norte de la ciudad de Buenos Aires. El propio Breshnev ha declarado que no hay antecedentes musicales en su familia, pero ya de chico se imaginaba siendo cantante de rock. La idea se afianzó todavía más cuando escuchó el LP del grupo inglés Genesis, llamado Nursery Cryme (1971).

### Cosméticos
Comenzó su carrera artística, aun siendo adolescente en el año 1983, al integrar la banda de new wave llamada Cosméticos. Esta agrupación estuvo conformada por Breshnev en voz, Mario Fernández en guitarra y teclados, Leslie Burón en guitarra, Alejandro Arena en bajo (luego reemplazado por Héctor Grasso) y Pablo Linares en batería (luego reemplazado por Guillermo López Galán).
Con el lanzamiento de su primer disco de estudio homónimo de 1985 por CBS y producido por Julio Moura, la banda empezó a parecer en todos los medios de comunicación y sobre todo en los programas dedicados a fomentar las propuestas musicales del momento como: Feliz domingo, Sábados de la bondad, Mesa de Noticias, La noticia rebelde, Badía y Cía, etc.
Su siguiente trabajo discográfico, titulado Cambios de imagen (1986), sobresale la balada «Enamorándote otra vez» y tras desavenencias por parte de sus integrantes, la banda se separa a comienzos de 1988.

### Carrera solista
Tras la separación de la banda, comienza su carrera como solista y edita su único álbum de estudio hasta la fecha Tentaciones, editado en 1989. A principios de los años 90, decide dar un cambiar de rumbo y se va a estudiar música a Estados Unidos. Tras una larga temporada en la ciudad de Los Ángeles, (California); retorna al país y comienza a trabajar como músico y corista en el programa Fax, conducido por Nicolás Repetto. También hace musicales como Broadway II, Films y The Rocky Horror Show.

### Vetamadre

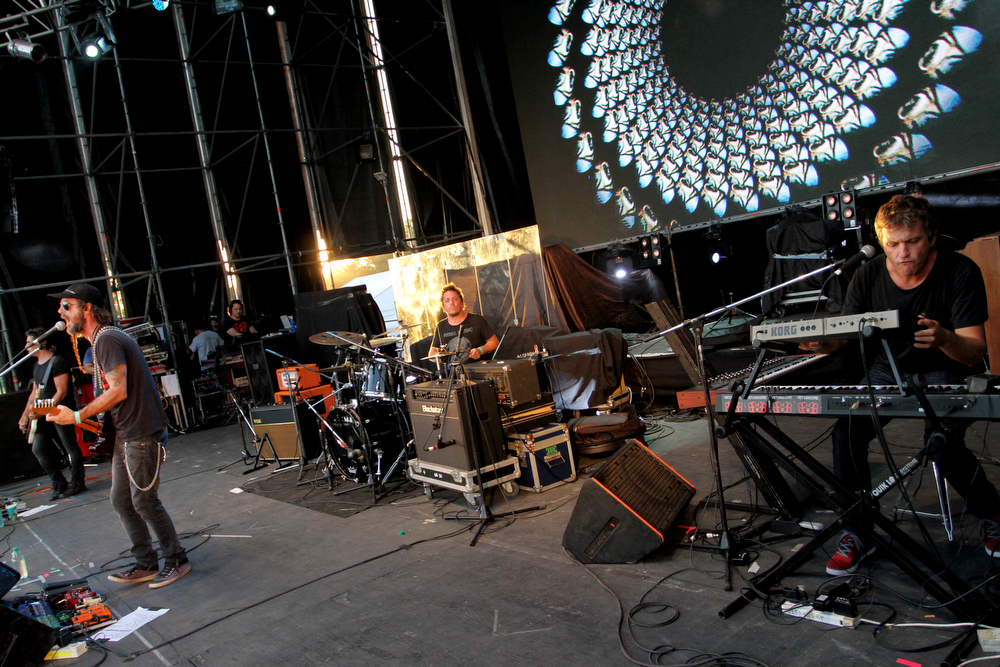
Vetamadre en 2014.

Luego de hacer teatro y música para otros medios de comunicación, ingresa en 1996, a una banda de rock llamada Vetamadre, como vocalista y guitarrista principal. Con la experiencia adquirida en Cosméticos, el emergente cuarteto se consolidó en la escena del rock local en 1997. La banda reconoce influencias de Radiohead, Coldplay, The Cure, Pink Floyd, Live y los locales Divididos.
Esta agrupación ha editado hasta la fecha, un total de ocho trabajos discográficos de estudio.

## Información adicional
- Breshnev apareció en el film de Pino Solanas, titulado La nube, en el año 1998, haciendo las voz de un personaje, llamado Cholo.[11]

- En el año 2002, compuso la canción oficial, para la copa del mundial de fútbol Corea-Japón, titulada «Tanta gloria, tanto fútbol», que fue escrita especialmente para la publicidad de la cerveza Quilmes.[12]
- En el año 2013, comenzó su labor como locutor y columnista de radio, en la emisora AM 750.

## Discografía
| Año  | Disco                        | Discográfica |
| 1985 | Cosméticos                   | Cosméticos   |
| 1986 | Cambios de imagen            | Cosméticos   |
| 1989 | Tentaciones                  | Solista      |
| 1999 | Ruido del mundo              | Vetamadre    |
| 2002 | Libérenme                    | Vetamadre    |
| 2004 | Veratravés                   | Vetamadre    |
| 2007 | Vientre                      | Vetamadre    |
| 2008 | A través del ruido del mundo | Vetamadre    |
| 2010 | OTROviaje                    | Vetamadre    |
| 2012 | Nocontrol                    | Vetamadre    |
| 2014 | Ahora                        | Vetamadre    |
| 2016 | Igual/Distinto               |              |
| 2019 | Incomunicación               |              |